# Poecilimon ikariensis
Poecilimon ikariensis är en insektsart som beskrevs av Willemse, F.M.H. 1982. Poecilimon ikariensis ingår i släktet Poecilimon och familjen vårtbitare. IUCN kategoriserar arten globalt som nära hotad. Inga underarter finns listade i Catalogue of Life.